# Resolución 2085 del Consejo de Seguridad de las Naciones Unidas
La resolución 2085 del Consejo de Seguridad de las Naciones Unidas, aprobada por unanimidad el 20 de diciembre de 2012, autorizó el despliegue de una misión internacional africana de apoyo en Malí (AFISMA). La resolución se reafirmó en las resoluciones anteriores concernientes al conflicto que se estaba desarrollando en el norte de Malí, incluyendo las resoluciones número 2056 y 2071. Según palabras de Ban Ki-moon, Secretario General de la ONU, la resolución 2085 tenía como propósito "la completa restauración del orden constitucional en Malí y su integridad territorial".

## Contexto
Con el conflicto en curso entre el Ejército de Malí y los grupos rebeldes desde 2012 y los continuos problemas de democracia y Derechos Humanos como temas preocupantes, el gobierno de transición de Malí mandó dos cartas (el 18 de septiembre y 12 de octubre de 2012) a las Naciones Unidas solicitando la ayuda de una fuerza multinacional. El Consejo de Seguridad aprobó la resolución 2071 el 12 de octubre de 2012 en donde consideró que una intervención en Malí debería barajarse como posibilidad y trazó un plan para ser desarrollado por la Comunidad Económica de Estados de África Occidental (CEDEAO) y la Unión Africana (UA).
Tras la aprobación de la resolución 2071, la CEDEAO publicó un comunicado fruto de una reunión de alto nivel donde consideraba que una intervención en Malí era necesaria para resolver el conflicto y autorizó la creación de una fuerza terrestre para desplegarse.

## Reacciones
La CEDEAO hizo un comunicado inmediatamente después de que la resolución 2085 fuera aprobada, en el cual mostraba su apoyo incondicional al texto. El comunicado decía: "La CEDEAO expresa su sincera gratitud a los miembros del Consejo de Seguridad por tomar esta importante decisión. Se felicita por la determinación y el propósito común demostrado por los Estados Miembros de la CEDEAO, los países vecinos, la Unión Africana, las Naciones Unidas y otros socios, en particular la Unión Europea, Francia y los Estados Unidos, desde el inicio de la crisis de seguridad e institucional en Malí, la cual ha culminado con la adopción por unanimidad de la histórica resolución".
Al Qaeda del Magreb Islámico (AQMI) y el Movimiento para la Unicidad y la Yihad en África Occidental condenaron conjuntamente el texto de la resolución en una reunión celebrada varios días después de su aprobación.